# 多明尼克大學 (伊利諾伊州)

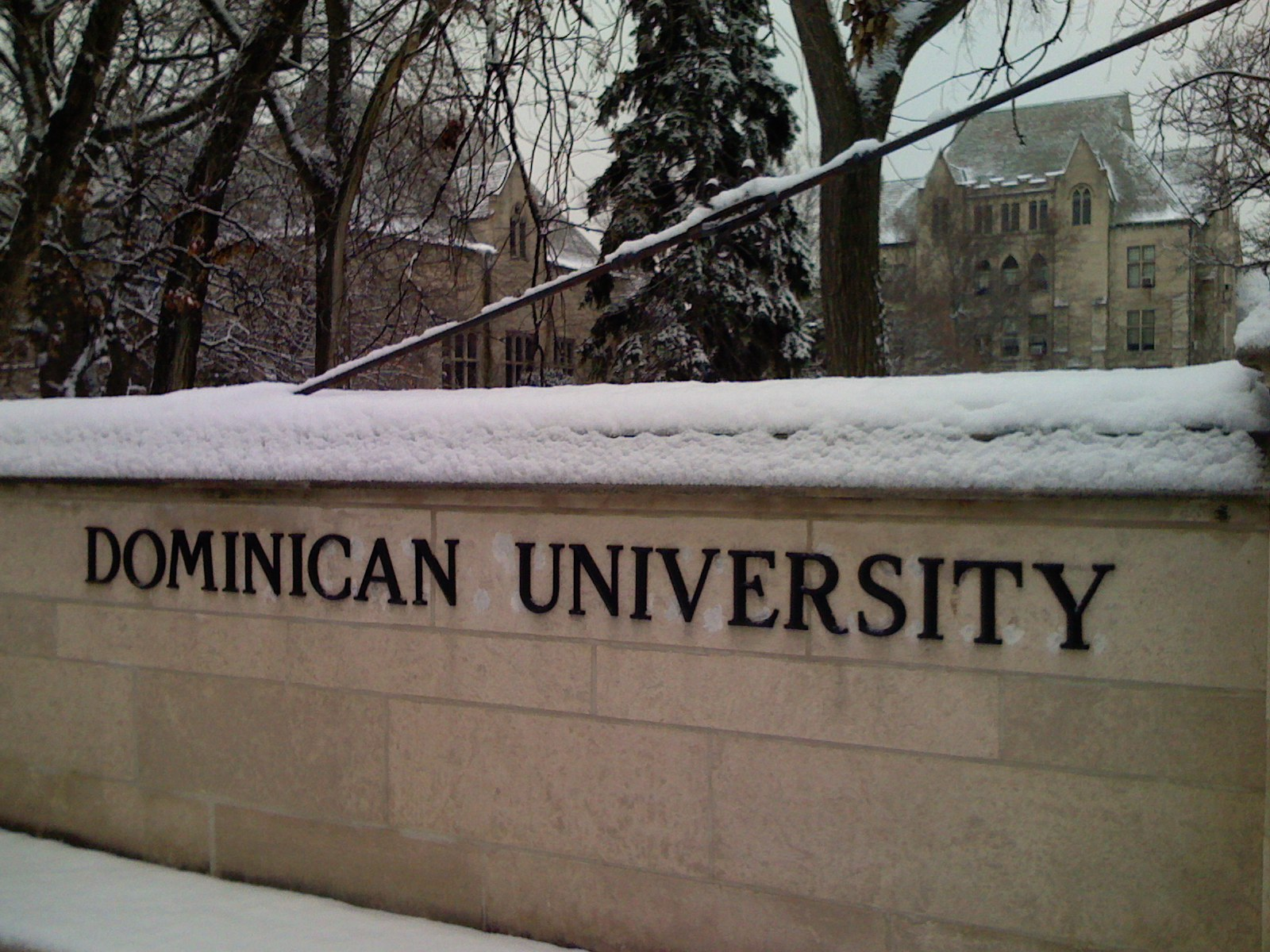
大學校門

多明尼克大學（Dominican University，縮寫：DU）是位於美國伊利諾伊州溪流森林的一所私立大學，成立於1901年，隸屬於同名宗教團體多明我會。2019年《美國新聞與世界報道》在“中西部大學”排名中將其列在第11位。

## 校区

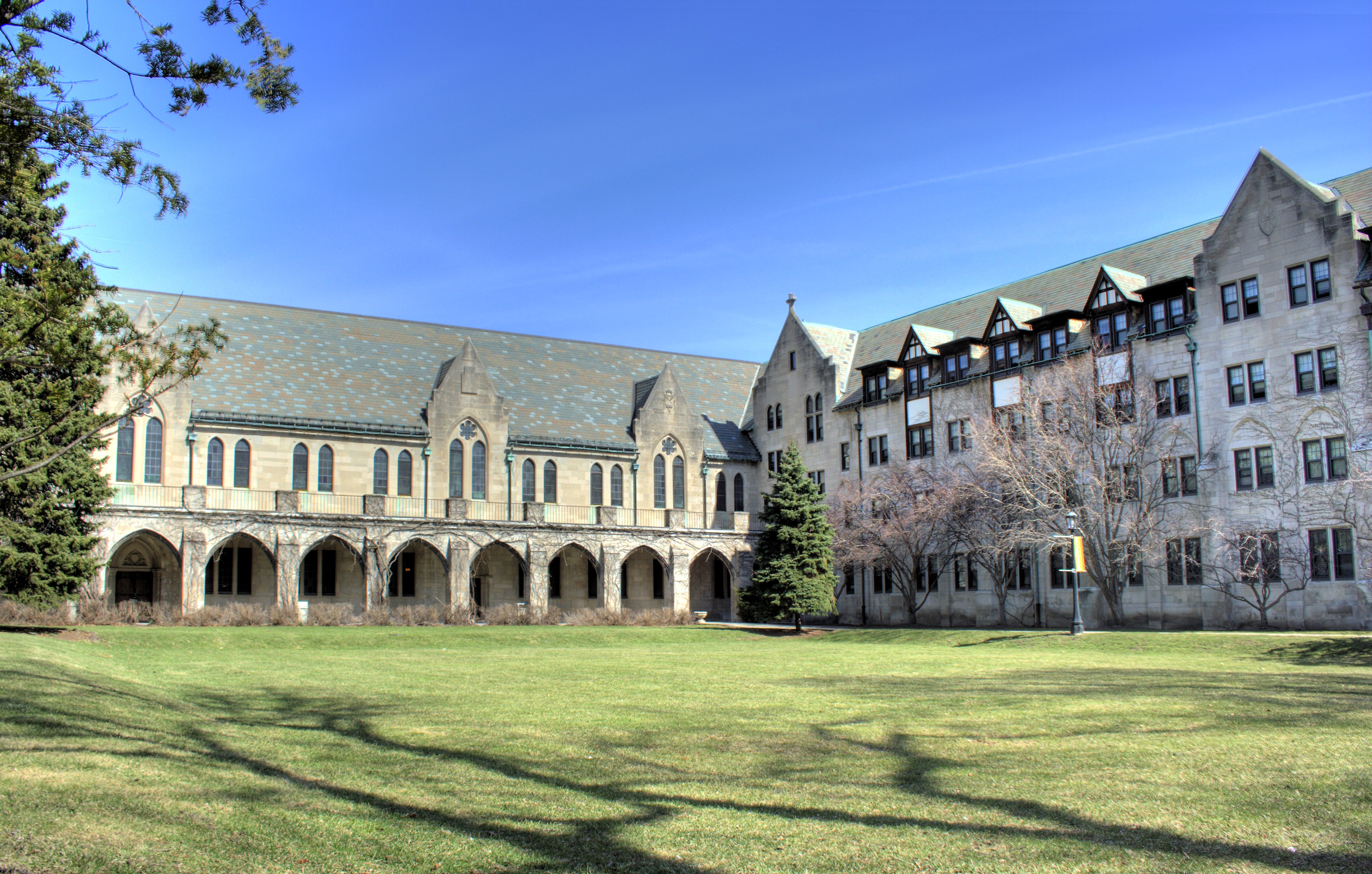
学院内的一个方庭

该大学位于溪流森林郊区，距离芝加哥市中心大约16公里。该大学共有五个学生宿舍，即Aquinas Hall、Coughlin Hall、Sister Jean Murray Hall（最新的学生宿舍，2004年完工）、Mazzuchelli Hall、Power Hall，大约30%的本科生选择住校。

## 外部連結
- Official Website （页面存档备份，存于）
- Dominican University Stars Athletics
- Dominican University Campus Map
- Dominican University Graduate School in Library & Information Science
- Rebecca Crown Library
- Rankings （页面存档备份，存于）